# Aljaksej Trehubou
Aljaksej Henadsjewitsch Trehubou (belarussisch Аляксей Генадзьевіч Трегубоў, * 8. Juli 1971 in Perm) ist ein ehemaliger belarussischer Skilangläufer.

## Werdegang
Trehubou trat international erstmals bei den nordischen Skiweltmeisterschaften 1993 in Falun in Erscheinung. Dort belegte er den 53. Platz über 30 km klassisch. Bei den nordischen Skiweltmeisterschaften 1995 in Thunder Bay errang er den 68. Platz über 10 km klassisch und jeweils den 46. Platz über 50 km Freistil und in der Verfolgung und gewann bei der Winter-Universiade 1995 in Candanchú die Goldmedaille über 15 km klassisch. Zudem wurde er dort Zehnter über 30 km Freistil. In der Saison 1996/97 errang er bei der Winter-Universiade 1997 in Muju über 15 km klassisch und 30 km Freistil jeweils den vierten Platz. Zudem holte er dort in der Verfolgung mit der Staffel jeweils die Silbermedaille. Seine besten Resultate bei den nordischen Skiweltmeisterschaften 1997 in Trondheim waren der 33. Platz über 50 km klassisch und der siebte Rang mit der Staffel. Im folgenden Jahr belegte er bei den Olympischen Winterspielen in Nagano den 70. Platz über 10 km klassisch, den 18. Rang über 30 km klassisch und zusammen mit Sjarhej Dalidowitsch, Aljaksandr Sannikou und Wjatscheslaw Plaksunow den 14. Platz in der Staffel. In der Saison 1998/99 gewann er bei der Winter-Universiade 1999 in Štrbské Pleso die Silbermedaille mit der Staffel und errang bei den nordischen Skiweltmeisterschaften 1999 in Ramsau am Dachstein den 64. Platz über 10 km klassisch und den 56. Rang in der Verfolgung. Seine besten Platzierungen bei den nordischen Skiweltmeisterschaften 2001 in Lahti waren der 29. Platz über 30 km klassisch und der neunte Rang mit der Staffel. Im folgenden Jahr absolvierte er bei den Olympischen Winterspielen in Salt Lake City seine letzten internationalen Rennen. Dort lief er auf den 53. Platz im Sprint, auf den 51. Rang über 15 km klassisch und auf den 40. Platz über 50 km klassisch.

## Teilnahmen an Weltmeisterschaften und Olympischen Winterspielen

### Olympische Winterspiele
- 1998 Nagano: 14. Platz Staffel, 18. Platz 30 km klassisch, 70. Platz 10 km klassisch
- 2002 Salt Lake City: 40. Platz 50 km klassisch, 51. Platz 15 km klassisch, 53. Platz Sprint Freistil

### Nordische Skiweltmeisterschaften
- 1993 Falun: 53. Platz 30 km klassisch
- 1995 Thunder Bay: 46. Platz 15 km Verfolgung, 46. Platz 50 km Freistil, 68. Platz 10 km klassisch
- 1997 Trondheim: 7. Platz Staffel, 33. Platz 50 km klassisch, 57. Platz 15 km Verfolgung, 73. Platz 10 km klassisch
- 1999 Ramsau am Dachstein: 56. Platz 15 km Verfolgung, 64. Platz 10 km klassisch
- 2001 Lahti: 9. Platz Staffel, 29. Platz 30 km klassisch, 42. Platz 15 km klassisch, 47. Platz 20 km Skiathlon